# Finnische Volleyballnationalmannschaft der Frauen
Die finnische Volleyballnationalmannschaft der Frauen ist eine Auswahl der besten finnischen Spielerinnen, die den Verband Suomen Lentopalloliitto F. Y. bei internationalen Turnieren und Länderspielen repräsentiert.

## Geschichte

### Weltmeisterschaft
Bei der bislang einzigen Teilnahme an einer Volleyball-Weltmeisterschaft erreichten die finnischen Frauen 1978 den 21. Platz.

### Olympische Spiele
Finnland konnte sich noch nie für Olympische Spiele qualifizieren.

### Europameisterschaft
Als die Volleyball-Europameisterschaft 1977 im eigenen Land stattfand, waren die Finninnen erstmals dabei und wurden Zwölfter. Das gleiche Ergebnis gab es 1989. 2019 und 2021 wurden sie 18.

### World Cup
Der World Cup fand bisher ohne Finnland statt.

### World Grand Prix
Auch beim World Grand Prix hat Finnland bisher nicht mitgespielt.